# Pope-Robinson Company
Die Pope-Robinson Company war ein US-amerikanischer Automobilhersteller, der von 1902 bis 1904 in Hyde Park (Massachusetts) ansässig war.

## Beschreibung
Die Firma wurde von Colonel Albert A. Pope gegründet. Ihre Wurzeln lassen sich zur Bramwell-Robinson Company zurückverfolgen, eine Firma, die anfangs Papiermaschinen herstellte und zwischen 1899 und 1901 auch einige dreirädrige Fahrzeuge mit Einzylindermotoren. 1902 trennten sich deren Eigentümer und jeder eröffnete seine eigene Fabrik für Automobile. Bramwell gründete die bis 1905 bestehende Springfield Automobile Company in Springfield (Ohio) und Robinson stellte schon seit 1900 Fahrzeuge unter eigenem Namen her. Die John T. Robinson and Company wurde 1902 zur Robinson Motor Vehicle Company und im gleichen Jahr von Pope aufgekauft.
1904 wurde die Fertigung eingestellt und die Firma an Buick verkauft. Dies war ein geschickter Schachzug des neuen Chefs bei Buick, William Durant, der nicht am Pope-Robinson interessiert war, sondern an dessen A.L.A.M.-Lizenz. Die A.L.A.M. (Association of Licensed Automobile Manufacturers) war eine mächtige Vereinigung von Automobilherstellern, welche ein Universal-Patent von George Baldwin Selden auf das Automobil zum Aufbau eines Monopols nutzen wollten. Wer Automobile ohne ihre Lizenz bauen wollte, musste damit rechnen, von der A.L.A.M. verklagt zu werden mit oft ruinösen Folgen.

## Modell
Der Pope-Robinson von 1903/1904 war ein Tourenwagen. Er war mit einem Tonneau-Aufbau für 5 oder 6 Personen ausgestattet und kostete US$ 5000,–. Der vorne stehend eingebaute, wassergekühlte Reihenvierzylindermotor leistete 24 bhp (17,6 kW). Angeschlossen war ein Dreigang-Stirnradgetriebe. Der Wagen hatte einen Rahmen aus Stahl-Rechteckrohren und wog 1179 kg. Das moderne Fahrzeug mit Hinterradantrieb hatte einen Zellenkühler und konkurrierte mit den besten europäischen Marken.
| Modell | Bauzeitraum | Zylinder | Leistung         | Radstand     | Aufbau                |
| ------ | ----------- | -------- | ---------------- | ------------ | --------------------- |
|        | 1903–1904   | 4 Reihe  | 24 bhp (17,6 kW) | 2057–2413 mm | Tourenwagen 5/6 Sitze |